# Frankenschanze
Die Frankenschanze in der Gemarkung Großgartach der Stadt Leingarten im Landkreis Heilbronn ist ein Ringwall mit einem vorgelagerten Graben. Sie liegt in einer Höhe von 240 m ü. NN am östlichen Ende des Heuchelbergs auf einem flachen Absatz des Nordhangs im sogenannten Baunzelwald. Spätestens um 1000 n. Chr. errichtet, war die Frankenschanze offenbar der dauerhaft bewohnte, befestigte Wohnsitz gesellschaftlich hochstehender Kreise. Nach neuen Erkenntnissen entstand sie möglicherweise als Burg des Gaugrafen vom Gartachgau.

## Forschungsgeschichte
Im Jahr 1900 bezeichnete Alfred Schliz die Frankenschanze als „Volksburg“ oder „Ringwall im Baunzelwald“ und hielt sie für eine Befestigungsanlage aus der Bronze- oder Hallstattzeit. Die von ihm vorgenommene „Probegrabung“ blieb ohne greifbares Ergebnis. 1910 sah A. G. Kolb in der Frankenschanze eine als „Bauernburg“ errichtete mittelalterliche Fliehburg. 1937 war sie für Günter Beiler eine karolingische Anlage. 1952 untersuchte Wilhelm Mattes die Anlage mit Grabungsschnitten im Innenbereich und durch Teile der Befestigung, um ihre Nutzung zu klären und sie zu datieren. An einem inneren Wallfuß und im unteren Bereich der Wallschüttung stieß er auf Fragmente römischer Gebrauchskeramik aus dem 2. und frühen 3. Jahrhundert. Offensichtlich wurde beim Bau der Frankenschanze – wohl um das Jahr 1000 n. Chr. – eine Siedlungsschicht aus der Römerzeit zerstört. An anderen Stellen fand Mattes Keramikscherben aus dem 11., 12. und 13. Jahrhundert, einen mittelalterlichen Eisenschlüssel, einen eisernen Reitsporn, gerötete Sandsteine und Holzkohle. Wallschnitte brachten den Nachweis einer Art hölzerner Brustwehr oder Palisade auf der Wallkrone und zeugen für den wehrhaften Charakter der Anlage. Spätere Begehungen erbrachten an mehreren Stellen weitere Fundstücke römerzeitlicher und mittelalterlicher Keramik aus dem frühen 11. oder späten 10. Jahrhundert und Fragmente von mehreren Becherkacheln aus dem späten 13. Jahrhundert, die bezeugen, dass ein beheizbares Gebäude auf dem Gelände stand und folglich hier in einer Burg gesellschaftlich hochstehende Kreise dauerhaft gelebt haben müssen. Seit 2013 gibt es neue Erkenntnisse heimatgeschichtlicher Burgenforscher. Ludwig H. Hildebrandt und Nikolai Knauer glauben, dass hier, an der Grenze zum Zabergäu, die Burg des Gaugrafen vom Gartachgau stand, zu dem damals auch Orte im Zabergau gehörten (Hausen a.d.Z., Meimsheim, Botenheim, Cleebronn, Eibensbach, Pfaffenhofen). Im 10. Jahrhundert als Motte in Holzbauweise errichtet, hat diese keine bislang nachweisbaren Spuren hinterlassen. Eine vergleichbare, um 970 entstandene Anlage war die Motte Wigoldesberg bei Östringen im Ortsteil Eichelberg, der Sitz der Gaugrafen für den Elsenz- und den Kraichgau.

## Beschreibung
Auf dem höchsten Punkt des Geländerückens wird eine eingeebnete ovale Fläche von 0,43 ha durch einen umlaufenden Graben begrenzt. Der flache Wall an der Außenkante des Plateaus ist nicht durchgehend erhalten. Die steile Innenböschung des Grabens ist an manchen Stellen heute noch bis zu 6,1 m hoch. Die Außenböschung nach einer etwa 1,7 m breiten Grabensohle ist deutlich niedriger und liegt im abfallenden Gelände. Der Zugang befand sich wahrscheinlich an der Nordwestseite, denn hier führt ein Weg auf einem Damm eben über den Graben und durch eine Lücke mit abgeflachten Wallenden ins Innere. Eine ähnliche Situation gibt es beim Zugang auf der Südseite.
Die Außenbefestigung läuft in einem Abstand von 15 bis 30 m um den Ringgraben und schließt insgesamt etwa 1,5 ha Fläche ein. Am Westhang ist eine aus mehreren Abschnitten bestehende Befestigung erhalten, am nordöstlichen Hang nur noch eine durch große Lücken unterbrochene flache Böschung. Auf der Südseite gegen den aufsteigenden Heuchelberg ist wegen neuerer Veränderungen im Gelände, u. a. durch einen Schilfsandsteinbruch, der inzwischen aufgelassen und teilweise wiederum verfüllt wurde, die Art der äußeren Befestigung nicht mehr zu klären.